# Chalet Reynard
Le chalet Reynard est un ancien refuge reconverti en restaurant au pied d'une station de sports d'hiver, en face sud du mont Ventoux, à 1 417 mètres d'altitude. La station est créée en février 1927 par Pierre de Champeville.

## Accès

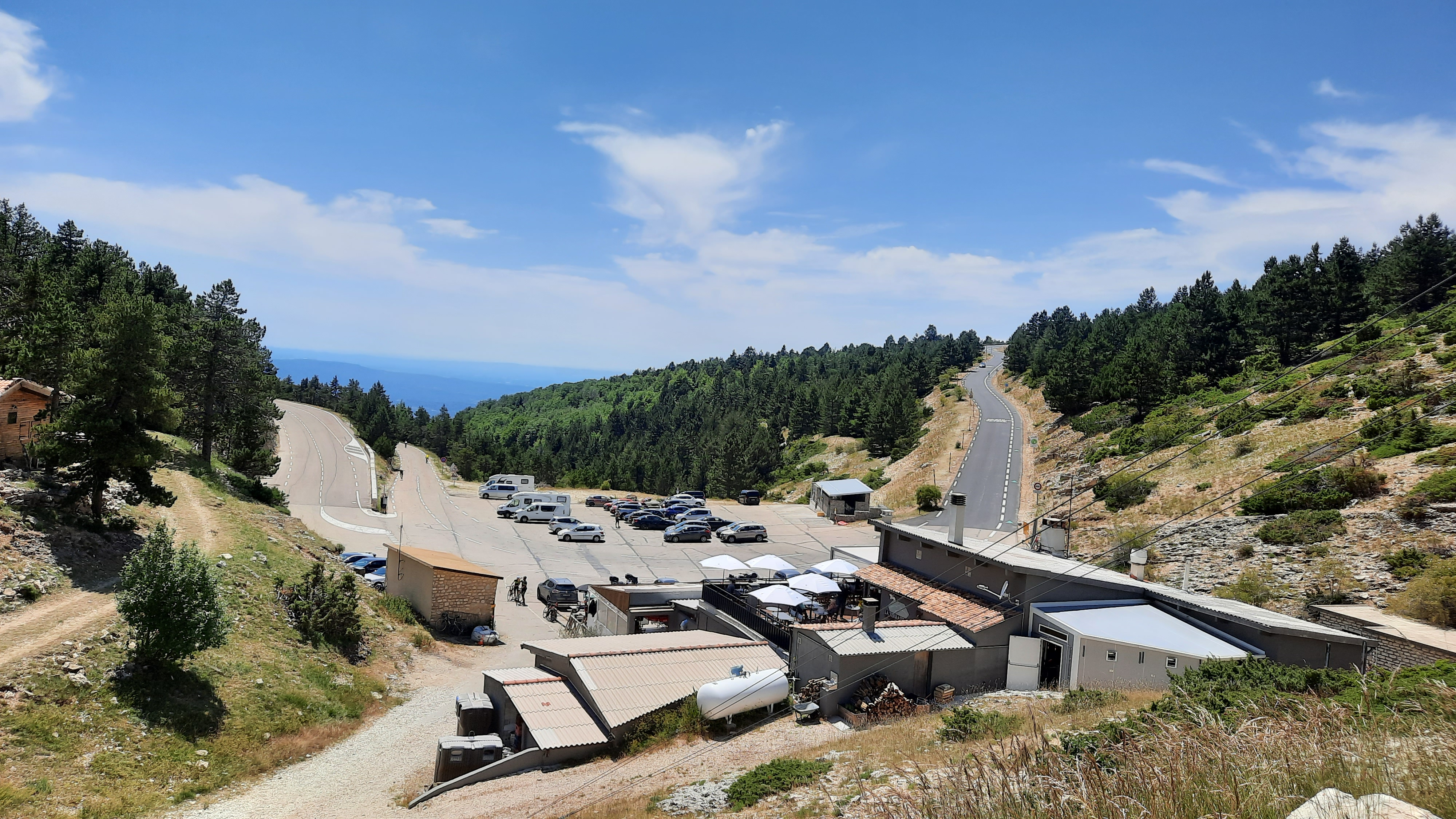
Carrefour du chalet Reynard.

La station du chalet Reynard est située dans la commune de Bédoin, au carrefour des routes départementales RD 974, reliant Bédoin au sommet du mont Ventoux, et RD 164 rejoignant Sault. Les routes depuis Sault ou depuis Bédoin sont accessibles tout au long de l'année. En revanche, la route montant au sommet du mont Ventoux est fermée à la circulation en période hivernale, du 15 novembre au 15 mars, pour raisons météorologiques.

## La station de sports d'hiver

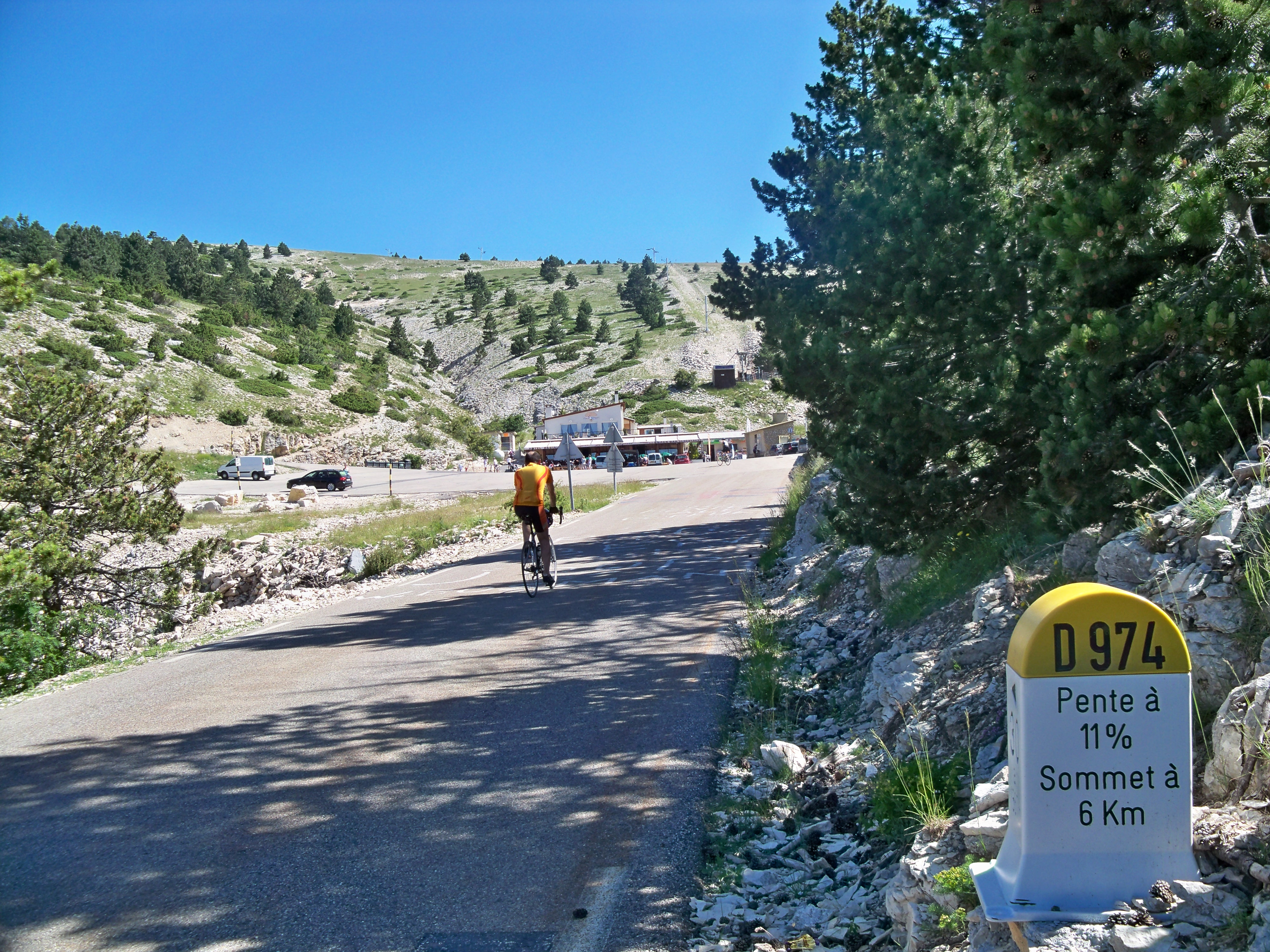
Cyclisme au chalet Reynard.

En saison hivernale, la station fonctionne avec 2 téléskis, pour rejoindre 6 pistes, bleues et rouges, pour un total de 7 km. Une piste pour la pratique de la randonnée en raquettes est balisée pour se rendre au sommet du mont Ventoux. En bas des pistes, un chalet, du nom de la station, propose services, restauration, boutique, ouverts toute l'année.

## Cyclisme
Depuis 2011, en saison estivale, un Bike Park est accessible aux pratiquants de VTT, pour utiliser 3 pistes balisées, ainsi qu'une Pumptrack (boucle construite à plat et constituée d’une multitude de bosses, de compressions et de virages relevés) ou un skill center, pour l'initiation à la discipline.
La pratique sportive de cette station connait d'autres activités, surtout depuis le début du XXe siècle : hormis le passage du Tour de France, depuis 1951, qui voit le cyclisme comme sport le plus largement pratiqué, même si la route depuis Bédoin est considérée comme la plus difficile, le chalet Reynard a été également le lieu de passage de courses de côte automobiles, dès 1902. Deux sentiers de grande randonnée, le GR 4, le GR 9, passent également par le chalet Reynard.
En 2016, du fait des conditions météorologiques au sommet du mont Ventoux où le mistral soufflait à plus de 100 km/h, l'arrivée de la 12e étape du Tour de France, initialement prévue au sommet, a été jugée au chalet Reynard. En février 2020, grimpé sur le versant de Bédoin, le chalet fut à l'arrivée de la 3e étape du Tour de la Provence, étape remportée par Nairo Quintana.